# UFC Fight Night: Dern vs. Rodriguez
UFC Fight Night: Dern vs. Rodriguez (también conocido como UFC Fight Night 194, UFC Vegas 39 y UFC on ESPN+ 52) fue un evento de artes marciales mixtas producido por Ultimate Fighting Championship que tuvo lugar el 9 de octubre de 2021 en las instalaciones del UFC Apex en Enterprise, Nevada, parte del área metropolitana de Las Vegas, Estados Unidos.

## Antecedentes
El combate de peso paja femenino entre Marina Rodriguez y Mackenzie Dern encabezó el evento.
Se esperaba que el combate de peso medio entre Phil Hawes y Deron Winn tuviera lugar en el evento. La pareja estaba inicialmente programada para enfrentarse el 17 de julio en UFC on ESPN: Makhachev vs. Moisés, pero Winn se retiró de ese evento alegando una lesión en el pecho. A su vez, Winn se retiró el día antes del evento por problemas de salud. Fue sustituido brevemente por Chris Curtis, pero Hawes rechazó el combate y éste fue finalmente descartado.
Michael Trizano y Chas Skelly estaban programados en el evento para un combate de peso pluma. Sin embargo, dos semanas antes del evento, Skelly fue retirado del combate por razones no reveladas.
Un combate de peso medio entre Jamie Pickett y Laureano Staropoli estaba programado para este evento. Sin embargo, después de que uno de los entrenadores de Pickett diera positivo en las pruebas de COVID-19, el combate se trasladó al 23 de octubre en UFC Fight Night: Costa vs. Vettori.
En el evento estaba previsto un combate de peso paja femenino entre Lupita Godínez y Sam Hughes. Sin embargo, Hughes fue retirada del combate por dar positivo en Covid-19 y fue sustituida por la recién llegada Silvana Gómez Juárez.
En el pesaje, Jared Gooden pesó 174 libras, tres libras por encima del límite de los combates de peso wélter que no son de campeonato. El combate procedió a un combate de peso acordado. Gooden fue multado con el 20% de su bolsa, que fue a parar a manos de su oponente Randy Brown.

## Premios de bonificación
Los siguientes luchadores recibieron bonificaciones de $50000 dólares.
- Pelea de la Noche: Marina Rodriguez vs. Mackenzie Dern
- Actuación de la Noche: Mariya Agapova y Lupita Godinez